# Doctor Who Confidential
Doctor Who Confidential fue una serie documental de la BBC creada para complementar a la etapa moderna de la serie Doctor Who. Cada episodio se emitía los sábados en BBC Three, inmediatamente después de la emisión del capítulo semanal de Doctor Who en BBC One. En las dos primeras temporadas, cada episodio duraba 30 minutos, y desde la tercera temporada duró 45 minutos. También se mostraba una versión reducida de 15 minutos en BBC Three los domingos y viernes después de la repetición de capítulos de temporadas anteriores.
Descrita como el elemento humano de la serie, Confidential muestra imágenes de cómo se hace Doctor Who a través de videos y entrevistas con el reparto, el equipo y otras personas participantes en la serie a lo largo de los años. Cada episodio tiene un tema diferente, y en la mayoría de los casos se refiere al episodio de Doctor Who que le precedió.
En septiembre de 2011, la BBC anunció la cancelación de la serie como medida de ahorro de costes. Los fanes intentaron revertir la decisión con una petición de firmas, pero no dio resultado. La decisión recibió críticas de los guionistas del programa y del Doctor titular, Matt Smith. En 2012, se anunció que se publicarían pequeños videos de cómo se hace la serie en el sitio web de Doctor Who de la BBC para compensar la pérdida de Confidential.

## Temporada 1 (2005)
El narrador de la primera temporada fue Simon Pegg (intérprete del Editor en Una jugada larga) y la productora y editora fue Gillane Seaborne. Además de la emisión original, también se publicaba en el sitio web de Doctor Who Confidential. Al principio, las repeticiones también se hacían completas, pero a partir del sexto episodio, con el título Doctor Who Confidential: Cut Down, se emitieron como repeticiones versiones reducidas de los episodios incluyendo sólo lo relativo al capítulo de la semana. Estas versiones reducidas en las que no había fragmentos de la serie clásica ni música con derechos de autor, fueron las que se incluyeron en la compilación en DVD de la primera temporada de Doctor Who. No hay planes de publicar los episodios originales completos en ningún formato.
| Número | Emisión original    | Título                          | Episodio de Doctor Who     | Enlace oficial |
| ------ | ------------------- | ------------------------------- | -------------------------- | -------------- |
| S1     | 26 de marzo de 2005 | A New Dimension                 | Previo                     | n/a            |
| 1      | 26 de marzo de 2005 | Bringing Back the Doctor        | Rose                       | enlace         |
| 2      | 2 de abril de 2005  | The Good, the Bad and the Ugly  | El fin del mundo           | enlace         |
| 3      | 9 de abril de 2005  | TARDIS Tales                    | Los muertos inquietos      | enlace         |
| 4      | 16 de abril de 2005 | I Get a Side-Kick Out of You    | Alienígenas en Londres     | enlace         |
| 5      | 23 de abril de 2005 | Why on Earth?                   | Tercera Guerra Mundial     | enlace         |
| 6      | 30 de abril de 2005 | Dalek                           | Dalek                      | enlace         |
| 7      | 7 de mayo de 2005   | The Dark Side                   | Una jugada larga           | enlace         |
| 8      | 14 de mayo de 2005  | Time Trouble                    | El día del padre           | enlace         |
| 9      | 21 de mayo de 2005  | Special Effects                 | El niño vacío              | enlace         |
| 10     | 28 de mayo de 2005  | Weird Science                   | El Doctor baila            | enlace         |
| 11     | 4 de junio de 2005  | Unsung Heroes and Violent Death | Explosión en la ciudad     | enlace         |
| 12     | 11 de junio de 2005 | The World of Who                | Lobo malo                  | enlace         |
| 13     | 18 de junio de 2005 | The Last Battle                 | El momento de la despedida | enlace         |
| S2     | 18 de junio de 2005 | The Ultimate Guide              | Episodios 1–12             | n/a            |
| 14     | sólo en DVD         | Backstage at Christmas          | La invasión en Navidad     | n/a            |

## Temporada 2 (2006)
En la segunda temporada, Mark Gatiss reemplazó a Simon Pegg como narrador. A diferencia de la primera temporada, no se publicaron los episodios en la web. También se publicaron en DVD las versiones cortadas, y el primer episodio de la temporada no se publicó en DVD. Se hizo un especial de Confidential en BBC One el día de la emisión del especial de Navidad 2006, La novia fugitiva, narrado por el encargado de la tercera temporada, Anthony Head.
| Número | Emisión original        | Título               | Episodio de Doctor Who                        |
| ------ | ----------------------- | -------------------- | --------------------------------------------- |
| S3     | 9 de abril de 2006      | One Year On          | —                                             |
| 15     | 15 de abril de 2006     | New New Doctor       | Nueva Tierra                                  |
| 16     | 22 de abril de 2006     | Fear Factor          | Dientes y garras                              |
| 17     | 29 de abril de 2006     | Friends Reunited     | Reunión escolar                               |
| 18     | 6 de mayo de 2006       | Script to Screen     | La chica en la chimenea                       |
| 19     | 13 de mayo de 2006      | Cybermen             | La ascensión de los Cybermen                  |
| 20     | 20 de mayo de 2006      | From Zero to Hero    | La edad del acero                             |
| 21     | 27 de mayo de 2006      | The Writer's Tale    | La caja tonta                                 |
| 22     | 3 de junio de 2006      | You've Got the Look  | El planeta imposible                          |
| 23     | 10 de junio de 2006     | Myths and Legends    | El foso de Satán                              |
| 24     | 17 de junio de 2006     | The New World of Who | Amor y monstruos                              |
| 25     | 24 de junio de 2006     | The Fright Stuff     | Temedla                                       |
| 26     | 1 de julio de 2006      | Welcome to Torchwood | El ejército de fantasmas                      |
| 27     | 8 de julio de 2006      | Finale               | El día del Juicio Final                       |
| 28     | 25 de diciembre de 2006 | Music and Monsters   | Doctor Who: A Celebration y La novia fugitiva |

## Temporada 3 (2007)
Anthony Head (intérprete del Sr Finch/Hermano Lassar en Reunión escolar) reemplazó a Gatiss en esta temporada como narrador, mientras que David Tennant hizo el décimo episodio él mismo. La duración se aumentó a 45 minutos, haciéndose versiones reducidas de 30 y 15 minutos. Las versiones de 15 minutos se publicaron en el sitio web oficial. Como en temporadas anteriores, todos los episodios se editaron en versiones reducidas para su publicación en DVD. Sin embargo, por primera vez se publicó en DVD un episodio original completo, el especial Music and Monsters. También se hizo un especial de 30 minutos titulado Designs On Doctor Who narrado por Tom Baker.
| Número | Emisión original        | Título                          | Episodio de Doctor Who              |
| ------ | ----------------------- | ------------------------------- | ----------------------------------- |
| 29     | 31 de marzo de 2007     | Meet Martha Jones               | Smith y Jones                       |
| 30     | 7 de abril de 2007      | Stage Fright                    | El código Shakespeare               |
| 31     | 14 de abril de 2007     | Are We There Yet?               | Atasco                              |
| 32     | 21 de abril de 2007     | A New York Story                | Daleks en Manhattan                 |
| 33     | 28 de abril de 2007     | Making Manhattan                | La evolución de los Daleks          |
| 34     | 5 de mayo de 2007       | Monsters Inc.                   | El experimento Lazarus              |
| 35     | 19 de mayo de 2007      | Space Craft                     | 42                                  |
| 36     | 26 de mayo de 2007      | Alter Ego                       | Naturaleza humana                   |
| 37     | 2 de junio de 2007      | Bad Blood                       | La familia de sangre                |
| 38     | 9 de junio de 2007      | Do You Remember the First Time? | Parpadeo                            |
| 39     | 16 de junio de 2007     | 'Ello, 'Ello, 'Ello             | Utopía                              |
| 40     | 23 de junio de 2007     | The Saxon Mystery               | El sonido de los tambores           |
| 41     | 30 de junio de 2007     | The Valiant Quest               | El último de los Señores del Tiempo |
| S4     | 10 de noviembre de 2007 | Time Crash Confidential         | Choque temporal                     |
| S5     | 12 de diciembre de 2007 | Designs On Doctor Who           | Temporada 3, Torchwood              |
| 42     | 25 de diciembre de 2007 | Confidential at Christmas       | El viaje de los condenados          |

## Temporada 4 (2008)
Anthony Head narró la serie por segundo año consecutivo. En el último episodio se repasó todas las encarnaciones anteriores del Doctor y se reveló en exclusiva la designación de Matt Smith como el actor que interpretaría al entonces futuro Undécimo Doctor.
| Número | Emisión original        | Título                  | Episodio de Doctor Who                                          |
| ------ | ----------------------- | ----------------------- | --------------------------------------------------------------- |
| 43     | 5 de abril de 2008      | A Noble Return          | Compañeros de delitos                                           |
| 44     | 12 de abril de 2008     | The Italian Job         | Los fuegos de Pompeya                                           |
| 45     | 19 de abril de 2008     | Oods and Ends           | El planeta de los Ood                                           |
| 46     | 26 de abril de 2008     | Send in the Clones      | La estratagema Sontaran                                         |
| 47     | 3 de mayo de 2008       | Sontar-Ha!              | El cielo envenenado                                             |
| 48     | 10 de mayo de 2008      | Sins of the Fathers     | La hija del Doctor                                              |
| 49     | 17 de mayo de 2008      | Nemesis                 | El unicornio y la avispa                                        |
| 50     | 31 de mayo de 2008      | Shadow Play             | Silencio en la biblioteca                                       |
| 51     | 7 de junio de 2008      | River Runs Deep         | El bosque de los muertos                                        |
| 52     | 14 de junio de 2008     | Look Who's Talking      | Medianoche                                                      |
| 53     | 21 de junio de 2008     | Here Come the Girls     | Gira a la izquierda                                             |
| 54     | 28 de junio de 2008     | Friends and Foe         | La Tierra robada                                                |
| 55     | 5 de julio de 2008      | End of an Era           | El fin del viaje                                                |
| 56     | 25 de diciembre de 2008 | Christmas 2008 Special  | El siguiente Doctor                                             |
| S6     | 25 de diciembre de 2008 | Top 5 Christmas Moments | El siguiente Doctor                                             |
| S7     | 1 de enero de 2009      | At The Proms            | Doctor Who Proms                                                |
| S8     | 3 de enero de 2009      | The Eleventh Doctor     | Revelación del actor intérprete del Undécimo Doctor, Matt Smith |

## Especiales (2009–2010)
La primera edición de los especiales 2009, cubriendo El planeta de los muertos, fue narrada por Noel Clarke, aunque Anthony Head regresó a partir de Is There Life on Mars?. Estas entregas fueron las primeras emitidas en alta definición, y fueron los primeros emitidos en BBC HD al mismo tiempo que en BBC Three.
| Número | Emisión original        | Título                 | Episodio de Doctor Who           |
| ------ | ----------------------- | ---------------------- | -------------------------------- |
| 57     | 11 de abril de 2009     | Desert Storm           | El planeta de los muertos        |
| 58     | 15 de noviembre de 2009 | Is There Life on Mars? | Las aguas de Marte               |
| 59     | 25 de diciembre de 2009 | Lords and Masters      | El fin del tiempo, Primera parte |
| 60     | 1 de enero de 2010      | Allons-y!              | El fin del tiempo, Segunda parte |

## Temporada 5 (2010)
Alex Price fue el narrador de esta temporada, mientras que Russell Tovey narró el especial de Navidad.
| Número | Emisión original        | Título                 | Episodio de Doctor Who    |
| ------ | ----------------------- | ---------------------- | ------------------------- |
| 61     | 3 de abril de 2010      | Call Me the Doctor     | En el último momento      |
| 62     | 10 de abril de 2010     | All About the Girl     | La bestia de abajo        |
| 63     | 17 de abril de 2010     | War Games              | La victoria de los Daleks |
| 64     | 24 de abril de 2010     | Eyes Wide Open         | El tiempo de los ángeles  |
| 65     | 1 de mayo de 2010       | Blinded By the Light   | Carne y piedra            |
| 66     | 8 de mayo de 2010       | Death in Venice        | Los vampiros de Venecia   |
| 67     | 15 de mayo de 2010      | Arthurian Legend       | La elección de Amy        |
| 68     | 22 de mayo de 2010      | After Effects          | La Tierra hambrienta      |
| 69     | 29 de mayo de 2010      | What Goes on Tour...   | Sangre fría               |
| 70     | 5 de junio de 2010      | A Brush with Genius    | Vincent y el Doctor       |
| 71     | 12 de junio de 2010     | Extra Time             | El inquilino              |
| 72     | 19 de junio de 2010     | Alien Abduction        | La Pandórica se abre      |
| 73     | 26 de junio de 2010     | Out of Time            | El Big Bang               |
| 74     | 25 de diciembre de 2010 | Christmas Special 2010 | Un cuento de Navidad      |

## Temporada 6 (2011)
Russell Tovey siguió narrando los episodios de la última temporada de Confidential.
| Número | Emisión original         | Título               | Episodio de Doctor Who         |
| ------ | ------------------------ | -------------------- | ------------------------------ |
| 75     | 23 de abril de 2011      | Coming to America    | El astronauta imposible        |
| 76     | 30 de abril de 2011      | Breaking the Silence | El día de la luna              |
| 77     | 7 de mayo de 2011        | Ship Ahoy!           | La maldición del punto negro   |
| 78     | 14 de mayo de 2011       | Bigger on the Inside | La mujer del Doctor            |
| 79     | 21 de mayo de 2011       | Double Trouble       | La carne rebelde               |
| 80     | 28 de mayo de 2011       | Take Two             | Las casi personas              |
| 81     | 4 de junio de 2011       | The Born Identity    | Un hombre bueno va a la guerra |
| 82     | 27 de agosto de 2011     | River Runs Wild      | Matemos a Hitler               |
| 83     | 3 de septiembre de 2011  | About a Boy          | Terrores nocturnos             |
| 84     | 10 de septiembre de 2011 | What Dreams May Come | La chica que esperó            |
| 85     | 17 de septiembre de 2011 | Heartbreak Hotel     | El complejo de Dios            |
| 86     | 24 de septiembre de 2011 | Open All Hours       | Hora de cerrar                 |
| 87     | 1 de octubre de 2011     | When Time Froze      | La boda de River Song          |

## Cancelación
El 28 de septiembre de 2011, unos días antes de la emisión de La boda de River Song, el director de la BBC Zai Bennett anunció la cancelación de la serie como medida de ahorro de costes. En las siguientes 24 horas tras el anuncio, se crearon páginas en Facebook y Twitter en un intento de salvar la serie, ambas enlazando con una petición de firmas en línea que logró 20.000 firmas en ese mismo periodo, y un total definitivo de en torno a 50.000 firmas. La gente involucrada con el programa como los escritores Neil Gaiman (La mujer del Doctor) y Tom MacRae (La chica que esperó) expresaron su rechazo a la supresión del programa, y lo mismo hizo el protagonista Matt Smith. En 2012, la productora ejecutiva de la séptima temporada, Caroline Skinner, anunció que se producirían pequeños videos de rodaje en el sitio web de la BBC de Doctor Who para compensar la cancelación de Confidential.

## Lista de narradores
| Narrador      | Año(s)    | Temporada(s)                                                             |
| ------------- | --------- | ------------------------------------------------------------------------ |
| David Tennant | 2005      | Previo: A New Dimension                                                  |
| Simon Pegg    | 2005      | 1                                                                        |
| Mark Gatiss   | 2006      | 2                                                                        |
| Anthony Head  | 2006–2010 | 3, 4, y especiales: Is There Life on Mars?, Lords and Masters, Allons-y! |
| Noel Clarke   | 2009      | Especial: "Desert Storm"                                                 |
| Alex Price    | 2010      | 5                                                                        |
| Russell Tovey | 2010-2011 | Especial: Christmas Special 2010, 6                                      |